# Thomás Jaguaribe
Thomás Jaguaribe Bedinelli (Juiz de Fora, Brasil, 24 de febrero de 1993), más conocido como Thomás, es un futbolista brasileño que juega como centrocampista, en la actualidad juega por el Apollon Smyrnis de la Superliga de Grecia.

## Trayectoria
Nacido en el Juiz de Fora, Thomás comenzó su carrera en las categorías básicas del Sport del Juiz de Fora. Se mudó para las categorías básicas de Roma. Llegó a Botafogo en 2007. Después se mudó para las categorías básicas do Flamengo, fue ascendido al equipo profesional de Flamengo y debutó en el 2010.

## Clubes
| Club             | País           | Año             |
| ---------------- | -------------- | --------------- |
| Flamengo         | Brasil         | 2010 - 2013     |
| Robur Siena      | Italia         | 2013 - 2014     |
| Ponte Preta      | Brasil         | 2014 - 2015     |
| Seattle Sounders | Estados Unidos | 2015            |
| Joinville        | Brasil         | 2016            |
| Santa Cruz F.C.  | Brasil         | 2017            |
| Sport Recife     | Brasil         | 2017 - 2018     |
| Londrina         | Brasil         | 2018            |
| Apollon Smyrnis  | Grecia         | 2018 - Presente |

## Títulos
| Título                           | Club         | País   | Año  |
| -------------------------------- | ------------ | ------ | ---- |
| Copa São Paulo de Futebol Júnior | Flamengo     | Brasil | 2011 |
| Campeonato Carioca               | Flamengo     | Brasil | 2011 |
| Campeonato Pernambucano          | Sport Recife | Brasil | 2017 |